# Strikeforce: Rockhold vs. Kennedy
Strikeforce: Rockhold vs. Kennedy（ストライクフォース：ロックホールド・バーサス・ケネディ）は、アメリカ合衆国の総合格闘技団体「Strikeforce」の大会の一つ。2012年7月14日、オレゴン州ポートランドのローズ・ガーデンで開催された。

## 大会概要
本大会ではルーク・ロックホールドとティム・ケネディによるStrikeforce世界ミドル級タイトルマッチが組まれた。

## 試合結果

### プレリミナリーカード
第1試合 ウェルター級ワンマッチ 5分3R
○  ジェイソン・ハイ vs.  ネイト・ムーア ×
1R 0:26 ギロチンチョーク
第2試合 ウェルター級ワンマッチ 5分3R
○  ジョーダン・メイン vs.  タイラー・スティンソン ×
3R終了 判定3-0
第3試合 ライト級ワンマッチ 5分3R
○  ホルヘ・マスヴィダル vs.  ジャスティン・ウィルコックス ×
3R終了 判定2-1
第4試合 ライト級ワンマッチ 5分3R
○  ライアン・クートゥア vs.  ジョー・ドゥアルテ ×
3R終了 判定2-1
第5試合 ライト級ワンマッチ 5分3R
○  パット・ヒーリー vs.  廣田瑞人 ×
3R終了 判定3-0

### メインカード
第6試合 ミドル級ワンマッチ 5分3R
○  ロレンツ・ラーキン vs.  ロビー・ローラー ×
3R終了 判定3-0
第7試合 ミドル級ワンマッチ 5分3R
○  ホジャー・グレイシー vs.  キース・ジャーディン ×
3R終了 判定3-0
第8試合 Strikeforce世界ウェルター級王座決定戦 5分5R
○  ネイサン・マーコート vs.  タイロン・ウッドリー ×
4R 1:39 KO（スタンドパンチ連打）
※マーコートが王座獲得に成功。
第9試合 Strikeforce世界ミドル級タイトルマッチ 5分5R
○  ルーク・ロックホールド vs.  ティム・ケネディ ×
5R終了 判定3-0
※ロックホールドが王座の2度目の防衛に成功。